# Adonisea miniana
Adonisea miniana là một loài bướm đêm trong họ Noctuidae.